# Bahnbetriebswerk München Hbf

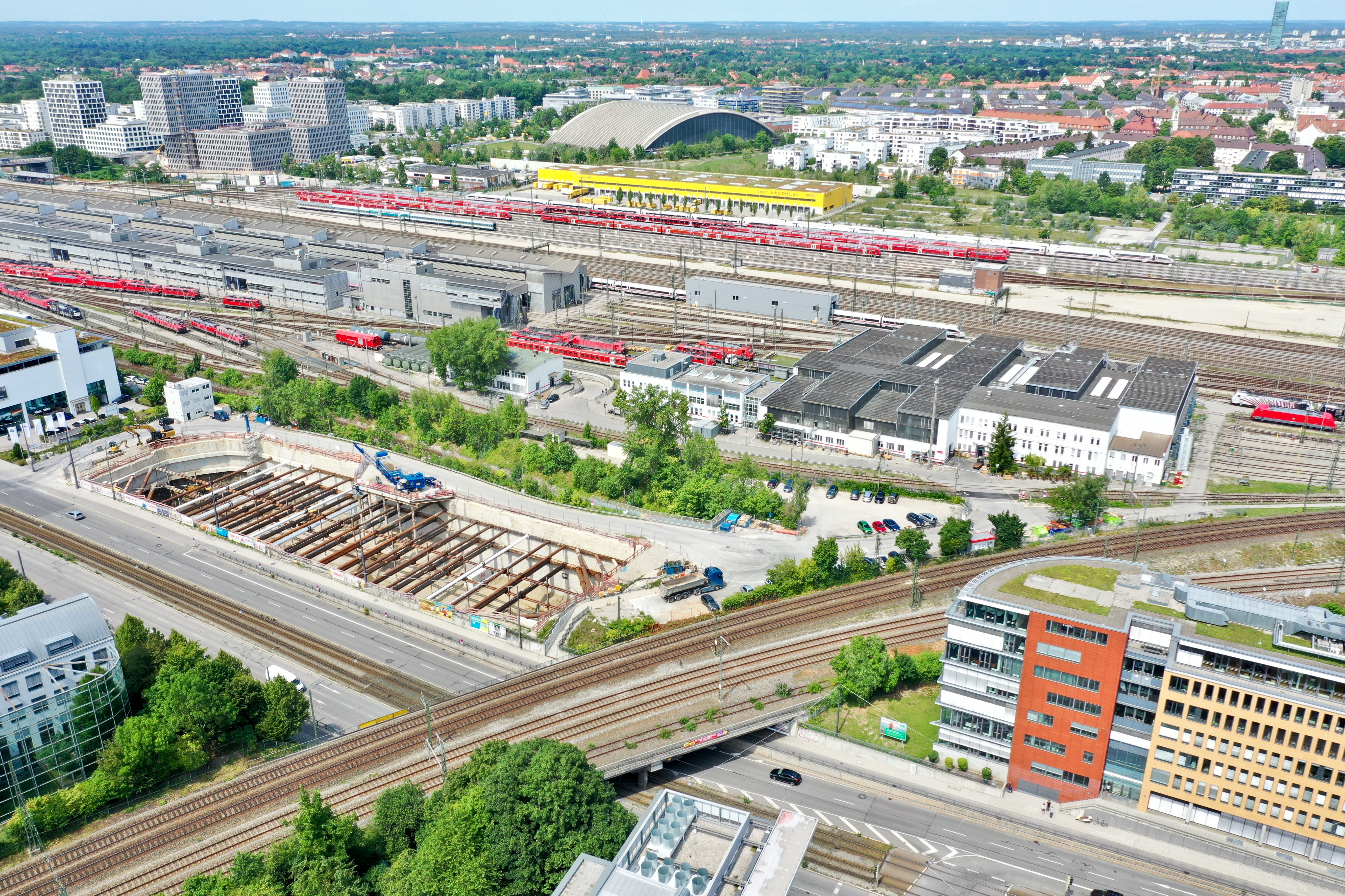
ICE-Betriebswerk (links) und Ellokhalle (rechts)

Das Bahnbetriebswerk München Hbf (abgekürzt Bw München Hbf, ab 1982 Bw München 1) ist ein Bahnbetriebswerk in der bayerischen Landeshauptstadt München. Es befindet sich westlich des Münchener Hauptbahnhofs im Stadtteil Friedenheim an der Grenze der Stadtbezirke Laim und Neuhausen-Nymphenburg. Das Betriebswerk wurde 1867 bis 1868 eröffnet und in den folgenden Jahren schrittweise ausgebaut. Ab 1901 verfügte es über fünf Ringlokschuppen, in den 1920er- und 1930er-Jahren wurden noch zwei Ellokhallen errichtet. Auf dem Gelände der bis 1991 vollständig abgebrochenen Ringlokschuppen entstand von 1991 bis 1993 das ICE-Betriebswerk München. Dabei wurde neben der Ellokhalle eine 455 Meter lange Halle für die Intercity-Express-Züge errichtet. Seit 1994 bildet das Bw München Hbf gemeinsam mit dem Bw München-Pasing den Betriebshof München West, abgekürzt MH 1. Von 1983 bis zu seiner Stilllegung 1992 war das Bw Garmisch-Partenkirchen dem Bw München 1 als Außenstelle angegliedert.

## Lage
Das Bw München Hbf liegt im westlichen Gleisfeld des Münchner Hauptbahnhofs, etwa 2,5 Kilometer westlich der Haupthalle. Das Betriebswerk grenzt direkt südlich an die an dieser Stelle aus fünf zweigleisigen Strecken gebildete Verbindung zwischen dem Hauptbahnhof und dem Bahnhof München-Pasing. Es befindet sich in einem Gleisdreieck, das durch die Strecken vom Hauptbahnhof nach Pasing im Norden, die Bahnstrecke München–Rosenheim im Südosten und die Verbindungsstrecke München-Laim–München Süd im Südwesten gebildet wird. Südlich am Betriebswerk entlang führt die eingleisige Verbindungsstrecke von der Vorstellgruppe Süd des Hauptbahnhofs zum Rangierbahnhof München-Laim. Südlich davon verläuft die Landsberger Straße mit der Strecke der Straßenbahnlinie 19, die über eine eigene Haltestelle Am Lokschuppen verfügt. Im Westen des Bw überquert die Friedenheimer Brücke die Gleisanlagen. Unter der Friedenheimer Brücke liegt an der Stammstrecke der S-Bahn München der 2009 neu eröffnete Haltepunkt Hirschgarten. Gegenüber dem Betriebswerk befand sich nördlich der Streckengleise von 1871 bis 1931 die Centralwerkstätte München.
Das Bahnbetriebswerk ist über eigene zweigleisige Verbindungsstrecken an die Bahnsteige des Münchener Hauptbahnhofs und an den Rangierbahnhof München-Laim sowie über eine eingleisige Verbindung an die Vorstellgruppe Süd angeschlossen.

## Geschichte

### Erste Lokremisen am Centralbahnhof
1847 entstand mit der Eröffnung des neuen Centralbahnhofs München eine Betriebswerkstätte, die sich etwa 400 Meter westlich der Halle nördlich der Hauptgleise befand. Als Lokschuppen wurde ein Rundhaus mit 19 Ständen und einer in der Mitte befindlichen Drehscheibe errichtet, die über drei Zufahrtsgleise erreichbar war. Der 1858 eröffnete Bahnhof der Bayerischen Ostbahnen erhielt eine eigene Lokomotivremise, die südlich der Streckengleise der Ostbahn und westlich des Rundhauses stand. Die Remise der Ostbahn bestand aus zwei baulich verbundenen jeweils fünfständigen Rechteckschuppen mit einer dazwischen liegenden Schiebebühne.

### Eröffnung und erste Ausbauphase
Mit der Eröffnung weiterer Eisenbahnstrecken in den 1850er- und 1860er-Jahren reichte die Kapazität des Rundhauses bald nicht mehr aus. Von 1867 bis 1868 errichteten die Königlich Bayerischen Staatseisenbahnen eine neue Betriebswerkstätte bei Friedenheim an der Sendlinger Haide südlich der Hauptgleise. Es entstanden zwei Ringlokschuppen mit Drehscheiben und jeweils 31 Ständen, die über ein Büro- und Wohngebäude verbunden waren. Sie wurden später als Haus 1 und 2 bezeichnet. Zudem waren eine dreiständige Reparaturwerkstätte mit Schiebebühne, ein Wasserhaus, eine Torfremise und Kohlenlagerplätze vorhanden.
1890 waren bereits 151 Lokomotiven in der Betriebswerkstätte beheimatet, sodass die beiden Ringlokschuppen nicht mehr ausreichten. Daher errichteten die Bayerischen Staatsbahnen westlich der beiden Lokremisen einen dritten Ringlokschuppen mit 29 Ständen und einer 18 Meter langen Drehscheibe, als Haus 3 bezeichnet. Dafür musste das bisher an dieser Stelle befindliche Kohlenlager nach Süden verlegt werden. 1893 wurde zudem eine Gleisverbindung von der Betriebswerkstätte zum in Bau befindlichen Rangierbahnhof München-Laim eingerichtet, die westlich des Werkstättengeländes durch ein neu errichtetes Brückenbauwerk die Hauptgleise nach Pasing unterquerte.
Da der Lokomotivbestand weiter anstieg, wurde um 1900 eine erneute Kapazitätserweiterung nötig. Von 1900 bis 1901 erbauten die Bayerischen Staatseisenbahnen westlich der bisherigen Remisen zwei weitere Ringlokschuppen, von denen Haus 4 mit 29 und Haus 5 mit 28 Ständen ausgerüstet war. Die beiden Lokschuppen waren im Unterschied zu Haus 1 bis 3 nach Süden geöffnet und verfügten über 23 Meter lange Drehscheiben. Die Lokschuppen wurden auf der Fläche des Kohlenlagers von 1891 errichtet, das aufgrund der fehlenden Platzkapazitäten zum Rangierbahnhof Laim verlegt wurde. Die als Kohlenladehütte bezeichnete Bekohlungsanlage blieb hingegen nördlich von Haus 4 und 5 erhalten. Das Verbindungsgleis zum Rangierbahnhof Laim wurde für die Errichtung der Lokschuppen nach Süden verlegt.
Mit der Erweiterung der Lokomotivremisen wurden auch die restlichen Anlagen der Betriebswerkstätte an die höhere Kapazität angepasst. 1901 nahmen die Bayerischen Staatsbahnen zusätzlich zur bisherigen Kohlenladehütte eine neue Hochbekohlungsanlage nördlich von Haus 1 in Betrieb, die Hunt’sche Anlage genannt wurde. Sie konnte täglich 700 Tonnen Kohle zuführen. Als Ersatz für das alte Wasserhaus zwischen Haus 1 und 2 entstand zwischen Haus 3 und 4 ein Neubau, in dem über zwei Tiefbrunnen täglich bis zu 3600 Kubikmeter Wasser gefördert werden konnten. In den 1900er-Jahren erhielt die Betriebswerkstätte nördlich der Kohlenladehütte eine große Entschlackungsanlage, die aus drei Ausschlackgleisen mit Kranbahn und einem Schlackengleis bestand.

### Zweite Ausbauphase und Rückbau von Anlagen
1919 wurde der Bau einer neuen Ellokhalle beschlossen, mit dem 1920 begonnen wurde. Da die Platzkapazitäten des Betriebswerks ausgeschöpft waren, wurde Haus 1 abgebrochen und an seiner Stelle ein elfständiger Rechteckschuppen mit einer Schiebebühne auf der Westseite und einer anschließenden Schmiede errichtet. Die Deutsche Reichsbahn nahm den Lokschuppen mit der Aufnahme des elektrischen Zugbetriebs in München 1925 in Betrieb. Zwischen der Landsberger Straße und den Verbindungsgleisen südlich des Betriebswerks entstand 1923 eine eigene Nebenwerkstätte für Elektrolokomotiven, die der Hauptwerkstätte München unterstand. Mit dem steigenden Bestand an Elloks errichtete die Deutsche Reichsbahn um 1939 eine zweite kleinere Ellokhalle, für welche die östliche Hälfte von Haus 2 abgebrochen wurde. Die Westhälfte des Lokschuppens erhielt zeitgleich eine größere Drehscheibe.
Im Zweiten Weltkrieg wurden infolge der Luftangriffe auf München die zweite Ellokhalle, die verbliebene Hälfte von Haus 2 und die Kohlenladehütte vollständig zerstört. Sie wurden nach dem Krieg nicht wieder aufgebaut. Somit waren noch die erste Ellokhalle mit Schiebebühne, das zum Teil zerstörte Haus 3 und die Ringlokschuppen von Haus 4 und 5 vorhanden. Zur Entlastung der zerstörten Anlagen wurden von 1945 bis 1953 einige Lokomotiven ins neue Bahnbetriebswerk München-Ludwigsfeld umbeheimatet.
Mit dem Rückgang des Dampflokomotivbetriebs in München wurden die dafür erforderlichen Anlagen des Betriebswerks zunehmend nicht mehr benötigt. Nach dem Ende der Dampflokbeheimatung in München 1967 wurden die Hunt’sche Hochbekohlungsanlage, die Entschlackungsanlage und das Kohlenlager am Rangierbahnhof Laim stillgelegt und abgebaut. Haus 3 wurde abgebrochen und seine Drehscheibe mit vier Gleisen an die Schiebebühne des Ellokschuppens angeschlossen. Die bereits in schlechtem baulichen Zustand befindlichen Häuser 4 und 5 verwendete die Deutsche Bundesbahn weiterhin zur Abstellung von Diesellokomotiven. Um 1970 wurde Haus 5 wegen Einsturzgefahr außer Betrieb genommen und wenig später abgebrochen. Anfang der 1970er-Jahre wurden die Drehscheibe und die verbliebenen Schuppengleise von Haus 3 demontiert, um an ihrer Stelle weitere Stellplätze für Elektrolokomotiven zu schaffen. Dadurch waren im Betriebswerk nun ungefähr 170 Lokomotivstellplätze vorhanden. 1979 wurde die Schiebebühne auf Selbstbedienung durch das Lokpersonal umgerüstet. 1982 und 1988 wurden Teile von Haus 4 wegen Einsturzgefährdung abgebrochen, sodass zuletzt nur noch 15 Stände vorhanden waren. Bis Ende 1987 wurde Haus 4 noch zur Abstellung von Diesellokomotiven genutzt, die außerhalb des Schuppens befindlichen Freigleise blieben noch bis zur Demontage der Drehscheibe in Betrieb.

### Modernisierung und Umbau zum ICE-Betriebswerk
Im August 1986 nahm die Deutsche Bundesbahn die Planungen für einen Komplettumbau des gesamten Betriebswerks auf. Dabei sollten die veralteten und zum Teil nicht mehr benötigten baulichen Anlagen abgebaut und die Ellokhalle vollständig saniert werden. Im westlichen Teil des Betriebswerks sollte eine neue Halle zur Instandhaltung von ICE-Zügen entstehen. 1988 begannen die Bauarbeiten zur Sanierung der Ellokhalle. Der nördliche Teil der Halle wurde abgebaut und die Zahl der Gleise von elf auf sieben reduziert. Dadurch war die Halle nun 50 Meter breit und unverändert 89 Meter lang. Vier der sieben verbliebenen Hallengleise wurden mit größeren Abständen neu gebaut. Eines der vier Gleise erhielt eine Außenreinigungsanlage, die übrigen drei wurden mit neuen Reparaturständen ausgestattet. Die Schiebebühne des Ellokschuppens wurde auf sechs Gleise zurückgebaut, das siebte Schuppengleis wurde durchgebunden. Das Sozial-, Werkstatt- und Kantinengebäude und das Gebäude der Lokleitung wurden neugebaut. Um die Fläche für die neue ICE-Halle freizumachen, verlegte die Deutsche Bundesbahn die Lokabstellplätze westlich der Schiebebühne nach Süden. Der Rest des letzten verbliebenen Ringlokschuppens von Haus 4 wurde 1991 abgebrochen. Im Frühjahr 1991 waren diese Ausbaumaßnahmen abgeschlossen.
Mitte 1991 wurde der Planungsauftrag für die Errichtung des ICE-Betriebswerks an die Bundesbahndirektion München vergeben. Die Bauarbeiten begannen im November 1991, die nördlich der neuen Lokabstellgleise gelegene Baugrube wurde bis Mitte 1992 ausgehoben. Am 29. Juli 1992 wurde der Grundstein für die Halle gelegt und am 20. April 1993 das Richtfest gefeiert. Die 455 Meter lange und 20 Meter breite, als Glas-Stahl-Konstruktion errichtete Halle war zunächst mit zwei Gleisen ausgestattet. Am 18. Mai 1993 nahm die Deutsche Bundesbahn das neue ICE-Betriebswerk München in Betrieb. In einem zweiten Bauabschnitt wurde die Halle auf sechs Gleise erweitert, das Richtfest dafür wurde am 30. November 1994 gefeiert. Am 15. Dezember 1995 nahm die Deutsche Bahn die vier neuen Hallengleise in Betrieb, im Juni 1996 wurde die Halle schließlich vollständig fertiggestellt. Seit 1996 werden die Weichen und Signale des Betriebswerks durch ein Elektronisches Stellwerk von Siemens gestellt, das die bisherigen elektromechanischen Stellwerke ersetzte.
Mit der Gründung der Deutschen Bahn und der dabei erfolgten Neuordnung der Betriebswerkstrukturen wurde das Bw München 1 1994 dem Geschäftsbereich DB Werke zugeordnet. Dabei wurde es organisatorisch mit dem für Reisezugwagen zuständigen Bw München-Pasing zum Betriebshof München West zusammengelegt. Seit der Auflösung von DB Werke 1998 wird der Betriebshof München West von DB Fernverkehr, DB Regio und DB Cargo betrieben.
Ende 2016 wurde das leerstehende ehemalige Übernachtungsgebäude des Bahnbetriebswerks an der Landsberger Straße abgebrochen. Auf diesem Gelände entstand bis 2022 das "Mucon-Hotel" (Betreiber Marriott).
| Bezeichnung  | Stände                    | Drehscheibe | Errichtung | Abbruch               |
| ------------ | ------------------------- | ----------- | ---------- | --------------------- |
| Haus 1       | 31                        | 20 m        | 1867/1868  | 1920                  |
| Haus 2       | 31                        | 20 m        | 1867/1868  | 1943 (1939 teilweise) |
| Haus 3       | 29                        | 18 m        | 1891       | 1967 (1943 teilweise) |
| Haus 4       | 29                        | 23 m        | 1900–1901  | 1991 (1982 teilweise) |
| Haus 5       | 29                        | 23 m        | 1900–1901  | 1970                  |
| Ellokhalle 1 | 11 (bis 1988) 7 (ab 1991) | –           | 1920–1925  | –                     |
| Ellokhalle 2 |                           | –           | 1939       | 1943                  |
| ICE-Halle    | 6                         | –           | 1991–1995  | –                     |

## Beheimatete Fahrzeuge

### Dampflokomotiven
Mit der zunehmenden Erweiterung des Eisenbahnverkehrs in München waren 1890 bereits 151 Dampflokomotiven in der Betriebswerkstätte München beheimatet. In den folgenden Jahrzehnten stieg der Lokomotivbestand immer weiter an, 1914 waren es bereits über 250 Lokomotiven. 1923 erreichte die Zahl der im Betriebswerk stationierten Dampflokomotiven mit 331 Fahrzeugen ihren Höchststand. Mit der Aufnahme des elektrischen Betriebes ging der Dampflokomotivbestand ab 1925 wieder zurück. Die Münchener Betriebswerkstätte wurde in der Zeit der Königlich Bayerischen Staatseisenbahnen meist als erste Dienststelle mit neuen Lokomotivbaureihen ausgestattet. Die zehn Schnellzuglokomotiven der Gattung S 2/5 waren nach ihrer Auslieferung 1904 zunächst bis 1910 in München stationiert und wurden unter anderem vor dem Orient-Express eingesetzt. Ab 1908 beheimatete die Betriebswerkstätte auch Lokomotiven der neuen Gattung S 3/6. Häufig wurde das Betriebswerk auch zur Erprobung von Prototypen verwendet. So war von 1907 bis 1910 die als Einzelstück produzierte Schnellzuglokomotive S 2/6 in München beheimatet. Von 1926 bis zu ihrer durch Bombenschäden bedingten Ausmusterung 1943 wurde auch die T 18 1002 vom Bw München Hbf aus eingesetzt. Die ersten Einheitsdampflokomotiven wurden hingegen erst 1940 mit den Baureihen 01.10 und 64 in München stationiert.
Bis 1940 sank die Zahl der in München stationierten Dampfloks auf etwa 125, stieg jedoch im Zweiten Weltkrieg durch die Stationierung von Kriegslokomotiven der Baureihe 52 wieder auf beinahe 150 an. Ab 1945 waren auch die Einheits-Güterzuglokomotiven der Baureihe 50 in München stationiert, welche die Baureihe 52 bis 1950 ablösten und bis 1966 beim Betriebswerk blieben. Von 1949 bis 1958 blieb der Dampflokbestand mit etwa 100 weitgehend konstant, ab 1958 ging er kontinuierlich zurück. Die letzten Lokomotiven aus der Zeit der Königlich Bayerischen Staatseisenbahnen wurden 1963 mit der Baureihe 54.15–17, der ehemaligen Gattung G 3/4 H, ausgemustert. 1967 waren nur noch sieben Dampflokomotiven aus zwei Baureihen im Betriebswerk beheimatet. Dabei handelte es sich um 45 023 sowie sechs Lokomotiven der Baureihe 78. Am 25. Mai 1967 fuhr 78 086 den letzten dampflokbespannten Planzug des Bw München Hbf von Miesbach nach München.

### Elektrolokomotiven
Zum Zeitpunkt der elektrischen Betriebsaufnahme 1925 waren schon über 50 Elektrolokomotiven der Baureihen E 32, E 52 und E 77 im Bw München Hbf stationiert. In den 1920er- und 1930er-Jahren stationierte die Deutsche Reichsbahn noch weitere Ellokbaureihen in München, sodass 1939 zu Beginn des Zweiten Weltkrieges etwa 90 Elektrolokomotiven in München beheimatet waren. Dem Bw München Hbf wurden, wie zuvor bei den Bayerischen Staatsbahnen mit Dampfloks üblich, meist neue Elektrolokbaureihen zugeteilt. Die für den Schnellzugverkehr vorgesehenen Elloks der Baureihe E 16 kamen 1927 zum Bw, die Baureihe E 17 war ab 1929, die Baureihe E 04 ab 1934 und die Baureihe E 18 ab 1935 in München beheimatet.
Während des Zweiten Weltkriegs und den ersten Jahren der Nachkriegszeit blieb der Bestand mit etwa 90 Elektrolokomotiven weitgehend konstant. Die Baureihen E 16 und E 17 wurden 1947 vollständig abgegeben. In den 1950er-Jahren ging die Zahl der beheimateten Elloks durch die Abgabe vieler Altbaulokomotiven auf etwa 60 zurück. 1953 stationierte die Deutsche Bundesbahn die fünf neu ausgelieferten Vorserienloks der Baureihe E 10 zur Erprobung im Bw München Hbf, bis 1955 wurden sie alle nach Nürnberg umbeheimatet. Ab 1956 waren die Einheitselektrolokomotiven der neuen Baureihe E 41 in München beheimatet. Mit dem Rückgang und Ende des Dampflokeinsatzes stieg die Lokomotivzahl durch die zunehmende Stationierung von Einheitselloks bis 1966 wieder auf 90. Ab 1964 wurden 16 Serienlokomotiven der Baureihe E 10 im Münchener Betriebswerk stationiert, deren Zahl bis 1969 auf 27 anstieg. 1965 wurde München zum Heimatbetriebswerk der vier neuen Vorserienloks der Baureihe E 03. Ab 1970 kamen auch 16 Serienlokomotiven der Baureihe 103 zum Bw München Hbf, die allerdings 1974 wieder abgegeben wurden. 1972 wurde mit der Ausmusterung der seit 1925 in München stationierten Baureihe E 32 die Beheimatung von Vorkriegslokomotiven in München beendet. Ab 1975 beheimatete die Deutsche Bundesbahn die Baureihe 111 in München, welche die Baureihe 110 bis 1976 vollständig ablöste. Somit waren ab 1976 nur noch zwei Elektrolokbaureihen im Bw München Hbf beheimatet, die Baureihen 111 und 141. Die Lokomotiven der Baureihe 141 wurden 1982 abgegeben und durch die Baureihe 140 ersetzt. Bis 1990 stieg der Ellokbestand in München auf über 200 an, davon gehörten etwa 70 Lokomotiven zur Baureihe 140, die übrigen zur Baureihe 111.
Ab 1992 waren alle elf Lokomotiven der Baureihe 113 in München beheimatet. Von 1991 bis 1995 wurden schrittweise alle 48 Lokomotiven der Baureihe 139 im Bw München Hbf zusammengezogen, 2002 wurden sie wieder vollständig zum Bw Nürnberg West abgegeben. Ab 1998 stationierte die Deutsche Bahn die Drehstrom-Lokomotiven der Baureihe 120 in München. Bis 1999 löste sie den Münchener Bestand an Elloks der Baureihe 140 auf. Ab 2001 kamen erneut Einheitselloks der Baureihe 110 zum Betriebswerk, die sich nun im Einsatzbestand von DB Regio befanden. Ab 2003 wurden mit 103 235 von DB Systemtechnik und 103 245 von DB Fernverkehr erneut zwei Lokomotiven der Baureihe 103 in München beheimatet. 2007 gab das Münchener Betriebswerk die letzte Lok der Baureihe 113 ab und 2011 wurden die noch in München beheimateten Lokomotiven der Baureihe 110 ausgemustert. Heute sind neben 103 245 die Ellok-Baureihen 111 und 120 im Betriebshof München West stationiert.

### Diesellokomotiven
1954 stationierte die Deutsche Bundesbahn mit den ehemaligen Wehrmachtslokomotiven der Baureihe V 36 erstmals Diesellokomotiven im Bw München Hbf. Ab 1957 waren auch Rangierlokomotiven der Baureihe V 60 in München beheimatet. Nach dem Ende des Dampflokeinsatzes 1967 stieg die Zahl der in München stationierten dieselbetriebenen Rangierlokomotiven deutlich an. 1990 waren im Betriebswerk 99 Dieselrangierlokomotiven stationiert, die den Baureihen 290, 323, 331–335 sowie 360, 364 und 365 angehörten. In den folgenden Jahren ging der Münchener Diesellokbestand deutlich zurück. Inzwischen sind in München nur noch ehemalige V 60 und Köf III stationiert. 2014 waren es noch zehn Lokomotiven der Baureihe 362, 25 der Baureihe 363 sowie ein Exemplar der Baureihe 364 und zwei Köf III der Baureihe 335.

### Elektrische Triebzüge
Zur elektrischen Betriebsaufnahme 1925 waren zunächst vier Elektrotriebwagen der Baureihe ET 85 eingesetzt, die aus Dampftriebwagen der Gattung MCCi umgebaut worden waren. 1935 stationierte die Deutsche Reichsbahn zudem Triebwagen der Baureihen ET 11 und ET 25 sowie die beiden als Gläserne Züge bezeichneten Aussichtstriebwagen der Baureihe ET 91 im Bw München Hbf. Die drei Fahrzeuge der Baureihe ET 11 kamen von München aus auf der Strecke nach Berchtesgaden zum Einsatz, die Baureihe ET 25 wurde für verschiedene Eilzüge und Personenzüge eingesetzt. Ab 1936 waren vier Triebwagen der Baureihe ET 31 in München Hbf stationiert. Bei den Luftangriffen auf das Bahnbetriebswerk wurde 1943 der Gläserne Zug ET 91 02 zerstört.
1946 kam mit dem ET 89 04 eine weitere Triebwagenbaureihe zum Münchener Betriebswerk. Ab 1956 waren kurzzeitig auch die von Gleichstrom auf Wechselstrombetrieb umgebauten ET 26 der Isartalbahn in München beheimatet, die jedoch 1958 wieder abgegeben wurden. 1958 gab das Bw die ET 25 und 1959 auch die ET 11 und den ET 89 04 ab. Somit blieb als einziger Triebwagen der verbliebene Gläserne Zug ET 91 01 beim Bw München Hbf, der ab 1968 als 491 001 bezeichnet wurde. Von 1969 bis zur Eröffnung des neuen S-Bahn-Betriebswerks München-Steinhausen 1972 waren vorübergehend Fahrzeuge der Baureihe 420 der S-Bahn München im Bw München Hbf beheimatet. Von 1975 bis 1980 stationierte die Deutsche Bundesbahn Triebzüge der Baureihe 403 in München, die von dort aus den Intercity-Verkehr zwischen München und Bremen bedienten. Der Gläserne Zug 491 001 wurde 1995 bei einem Unfall schwer beschädigt und daraufhin 1997 ausgemustert.
Nach der Inbetriebnahme des ICE-Betriebswerks München 1993 wurden in der neuen Halle zunächst nur kleinere Reparaturen und Wartungsarbeiten an den ICE-1-Triebzügen durchgeführt. Ab 1996 beheimatete die Deutsche Bahn alle 44 neuen ICE-2-Züge im Münchener Betriebswerk. Ab 1999 wurden zudem die 43 ICE-T-Züge der Baureihen 411 und 415 und ab 2000 die 37 ICE-3-Züge der Baureihe 403 in München stationiert. Da die Kapazität des Werks dafür nicht mehr ausreichte, wurden 2000 die ICE-2-Züge vollständig nach Berlin-Rummelsburg und die Baureihe 415 nach Frankfurt-Griesheim abgegeben. Die von 2004 bis 2006 ausgelieferten zweiten Bauserien der Baureihen 403 und 411 wurden ebenfalls in München stationiert. Somit waren in München im Jahr 2008 50 Fahrzeuge der Baureihe 403 und 59 Fahrzeuge der Baureihe 411 beheimatet. Durch ein neues Bereitstellungskonzept der DB gibt es inzwischen keine feste Stationierung von Triebwagen mehr. In München können Fahrzeuge der Baureihen 401, 402, 403, 411, 412 und 415 behandelt werden.